# 26. stoljeće pr. Kr.
◄ | 4. tisućljeće pr. Kr. | 3. tisućljeće pr. Kr. | 2. tisućljeće pr. Kr. | ►
◄ | 28. stoljeće pr. Kr. | 27. stoljeće pr. Kr. | 26. stoljeće pr. Kr. |25. stoljeće pr. Kr. | 24. stoljeće pr. Kr. | ►
2590-ih pr. Kr. | 2580-ih pr. Kr. | 2570-ih pr. Kr. | 2560-ih pr. Kr. | 2550-ih pr. Kr. | 2540-ih pr. Kr. | 2530-ih pr. Kr. | 2520-ih pr. Kr. | 2510-ih pr. Kr. | 2500-ih pr. Kr.
26. stoljeće pr. Kr. je je razdoblje koje je trajalo od 2600. pr. Kr. do 2501. pr. Kr..

## Osobe
- Mereret, princeza Egipta, 4. dinastija

## Vanjske poveznice
|  | Zajednički poslužitelj ima još gradiva o temi 26. stoljeće pr. Kr. |